# Rajd Akropolu 2018

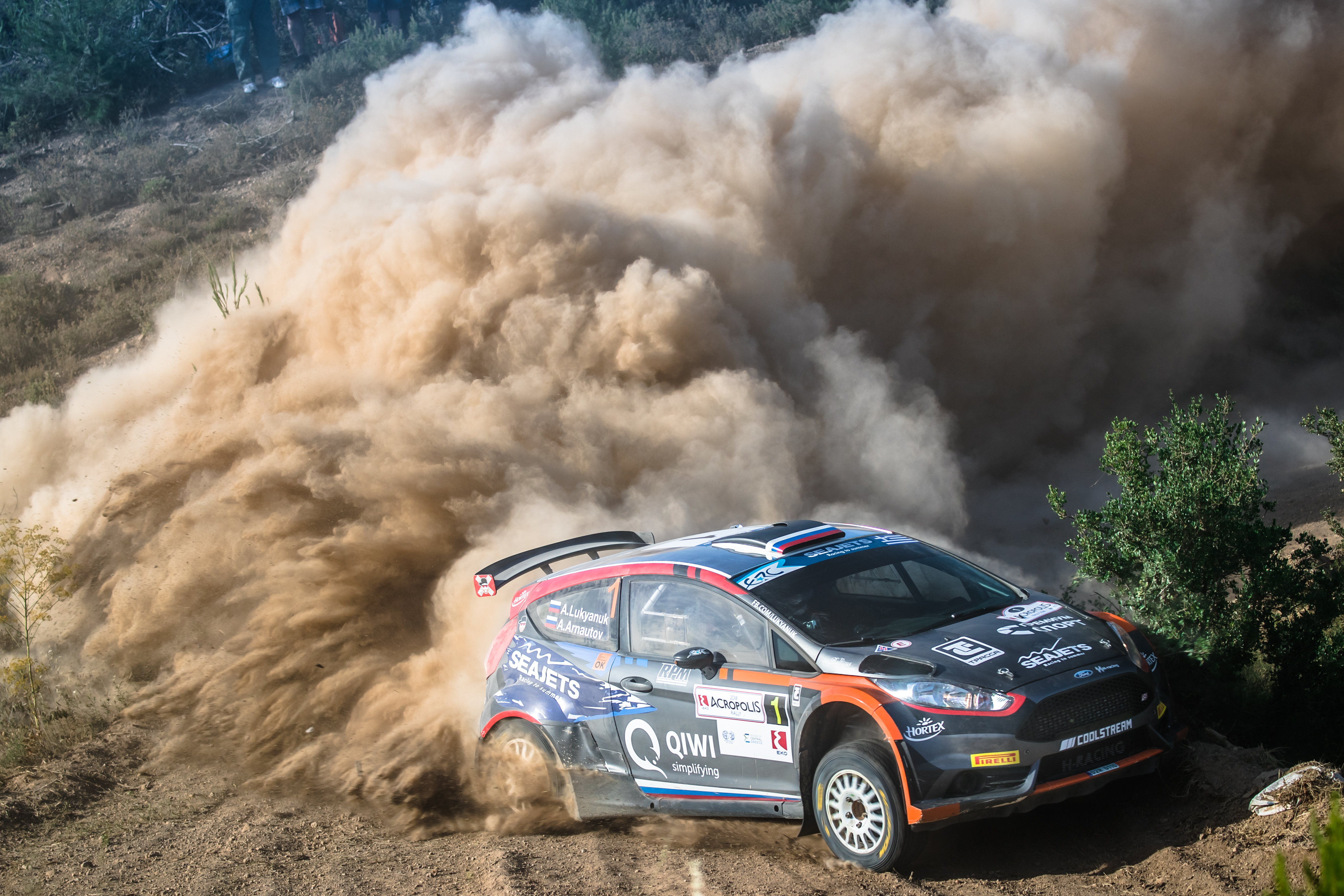
Mistrz Europy 2018, Rosjanin Aleksiej Łukjaniuk podczas Rajdu Akropolu 2018

Rajd Grecji 2018 (64. EKO Acropolis Rally) – 64 Rajdu Grecji (Rajd Akropolu) rozgrywany w Grecji od 31 maja do 3 czerwca 2018 roku. Była to trzecia runda Rajdowych Mistrzostw Europy w roku 2018. Rajd został rozegrany na nawierzchni szutrowej.
Rajd wygrał Portugalczyk Bruno Magalhães, była to trzecia wygrana w FIA ERC i pierwsza poza portugalskimi rundami cyklu. Drugie miejsce zajął czterokrotny mistrz Węgier Norbert Herczig, był to dla niego najlepszy wynik w historii startów w mistrzostwach Europy. Trzecie miejsce zajęli Polacy: Hubert Ptaszek i Maciej Szczepaniak. Dla kierowcy Skody Fabii R5 to pierwsze podium i pierwsza wizyta na punktowanym miejscu w FIA ERC. Pilot Maciej Szczepaniak po raz dziewiąty stanął na podium mistrzostw Europy. Pozostali z Polaków zajęli dalsze miejsca Grzegorz Grzyb był szósty, a Łukasz Habaj trzynasty.

## Lista startowa
Poniższa lista startowa obejmuje tylko zawodników startujących i zgłoszonych do rywalizacji w kategorii ERC w najwyższej klasie RC2, samochodami najwyższej klasy mogącymi startować w rajdach ERC – R5.
| Nr. | Zespół                                | Kierowca                   | Pilot                 | Samochód       |
| --- | ------------------------------------- | -------------------------- | --------------------- | -------------- |
| 1   | Russian Performance Motorsport        | Aleksiej Łukjaniuk         | Aleksiej Arnautow     | Ford Fiesta R5 |
| 2   | Bruno Magalhães                       | Bruno Magalhães            | Hugo Magalhães        | Škoda Fabia R5 |
| 3   | Norbert Herczig                       | Norbert Herczig            | Ramón Ferencz         | Škoda Fabia R5 |
| 4   | Rufa Sport                            | Grzegorz Grzyb             | Jakub Wróbel          | Škoda Fabia R5 |
| 5   | Rallytechnology                       | Łukasz Habaj               | Daniel Dymurski       | Ford Fiesta R5 |
| 6   | Eyvind Brynildsen                     | Eyvind Brynildsen          | Veronica Gulbæk Engan | Ford Fiesta R5 |
| 7   | Alexandros Tsouloftas                 | Alexandros Tsouloftas      | Antonis Chrysostomou  | Citroën DS3 R5 |
| 8   | BRR Baumschlager Rallye & Racing Team | Albert von Thurn und Taxis | Frank Christian       | Škoda Fabia R5 |
| 9   | TRT Krezus Rally Team                 | Hubert Ptaszek             | Maciej Szczepaniak    | Škoda Fabia R5 |
| 10  | Team Greece                           | Yorgo Philippedes          | Allan Harryman        | Škoda Fabia R5 |
| 11  | Aloísio Monteiro                      | Aloísio Monteiro           | André Couceiro        | Škoda Fabia R5 |
| 12  | Toksport WR                           | Orhan Avcioglu             | Burcin Korkmaz        | Škoda Fabia R5 |
| 14  | Palmeirinha Rally                     | Paulo Nobre                | Gabriel Morales       | Škoda Fabia R5 |
| 15  | Jourdan Serderidis                    | Jourdan Serderidis         | Frédéric Miclotte     | Škoda Fabia R5 |
| 16  | Simos Galatariotis                    | Simos Galatariotis         | Antonis Ioannou       | Škoda Fabia R5 |
| 28  | Go+Cars                               | Jurij Protasow             | Pavlo Cherepin        | Škoda Fabia R5 |
| 29  | Juuso Nordgren                        | Juuso Nordgren             | Tapio Suominen        | Škoda Fabia R5 |

## Zwycięzcy odcinków specjalnych
| Dzień | Numer odcinka | Nazwa odcinka            | Długość  | Zwycięzca odcinka  | Samochód       | Czas     | Lider rajdu        |
| ----- | ------------- | ------------------------ | -------- | ------------------ | -------------- | -------- | ------------------ |
| 31 V  | –             | Shakedown                | 3,00 km  | Juuso Nordgren     | Škoda Fabia R5 | 2:19,778 |                    |
| 1 VI  | OS1           | SSS Hippodrome           | 2,60 km  | Norbert Herczig    | Škoda Fabia R5 | 2:02,1   | Norbert Herczig    |
| 1 VI  | OS2           | Thiva                    | 30,53 km | Aleksiej Łukjaniuk | Ford Fiesta R5 | 21:35,4  | Aleksiej Łukjaniuk |
| 2 VI  | OS3           | New Amfissa 1            | 14,28 km | Aleksiej Łukjaniuk | Ford Fiesta R5 | 9:35,3   | Aleksiej Łukjaniuk |
| 2 VI  | OS4           | Drossochori 1            | 25,10 km | Bruno Magalhães    | Škoda Fabia R5 | 22:05,1  | Bruno Magalhães    |
| 2 VI  | OS5           | Paleohori – Mendenitsa 1 | 22,50 km | Bruno Magalhães    | Škoda Fabia R5 | 16:08,0  | Bruno Magalhães    |
| 2 VI  | OS6           | New Amfissa 2            | 14,28 km | Eyvind Brynildsen  | Ford Fiesta R5 | 9:37,1   | Bruno Magalhães    |
| 2 VI  | OS7           | Drossochori 2            | 25,10 km | Norbert Herczig    | Škoda Fabia R5 | 21:35,7  | Bruno Magalhães    |
| 2 VI  | OS8           | Paleohori – Mendenitsa 2 | 22,50 km | Bruno Magalhães    | Škoda Fabia R5 | 16:00,6  | Bruno Magalhães    |
| 3 VI  | OS9           | Grameni 1                | 21,97 km | Juuso Nordgren     | Škoda Fabia R5 | 17:20,7  | Bruno Magalhães    |
| 3 VI  | OS10          | Divri 1                  | 18,53 km | Aleksiej Łukjaniuk | Ford Fiesta R5 | 12:54,1  | Bruno Magalhães    |
| 3 VI  | OS11          | Grameni 2                | 21,97 km | Aleksiej Łukjaniuk | Ford Fiesta R5 | 16:55,1  | Bruno Magalhães    |
| 3 VI  | OS12          | Divri 2                  | 18,53 km | Aleksiej Łukjaniuk | Ford Fiesta R5 | 12:36,9  | Bruno Magalhães    |

## Wyniki końcowe rajdu
| Miejsce | Kierowca           | Pilot                 | Samochód                | Czas      | Strata   | Pkt ERC |
| ------- | ------------------ | --------------------- | ----------------------- | --------- | -------- | ------- |
| 1       | Bruno Magalhães    | Hugo Magalhães        | Škoda Fabia R5          | 3:02:09,4 | –        | 25+9    |
| 2       | Norbert Herczig    | Ramón Ferencz         | Škoda Fabia R5          | 3:02:38,5 | +29,1    | 18+10   |
| 3       | Hubert Ptaszek     | Maciej Szczepaniak    | Škoda Fabia R5          | 3:03:46,6 | +1:37,2  | 15+8    |
| 4       | Eyvind Brynildsen  | Veronica Gulbæk Engan | Ford Fiesta R5          | 3:04:44,6 | +2:35,2  | 12+7    |
| 5       | Simos Galatariotis | Antonis Ioannou       | Škoda Fabia R5          | 3:05:32,4 | +3:23,0  | 10+4    |
| 6       | Grzegorz Grzyb     | Jakub Wróbel          | Škoda Fabia R5          | 3:07:30,0 | +5:20,6  | 8       |
| 7       | Jourdan Serderidis | Frédéric Miclotte     | Škoda Fabia R5          | 3:08:04,9 | +5:55,5  | 6+1     |
| 8       | Orhan Avcioglu     | Burcin Korkmaz        | Škoda Fabia R5          | 3:08:48,7 | +6:39,3  | 4+1     |
| 9       | Paulo Nobre        | Gabriel Morales       | Škoda Fabia R5          | 3:09:04,7 | +6:55,3  | 2+3     |
| 10      | Tibor Érdi jun.    | György Papp           | Mitsubishi Lancer Evo X | 3:11:17,2 | +9:07,8  | 1       |
| ...     | ...                | ...                   | ...                     | ...       | ...      | ...     |
| 19      | Juuso Nordgren     | Tapio Suominen        | Škoda Fabia R5          | 3:42:57,7 | +40:48,3 | 0+6     |
| 21      | Aleksiej Łukjaniuk | Aleksiej Arnautov     | Ford Fiesta R5          | 3:46:07,7 | +43:58,3 | 0+7     |

## WynikiERCpo 3 rundach
Kierowcy
| Msc. | Kierowca           | Punkty |
| ---- | ------------------ | ------ |
| 1    | Aleksiej Łukjaniuk | 83     |
| 2    | Bruno Magalhães    | 69     |
| 3    | Norbert Herczig    | 26     |
| 4    | Ricardo Moura      | 30     |
| 5    | Nikołaj Griazin    | 30     |